# Église Saint-Gengoul de Chasséricourt
L'église Saint-Gengoul est une église catholique située à Chavanges, en France.

## Localisation
L'église est située dans le département français de l'Aube, sur la commune de Chavanges, dans le village de Chassericourt.

## Historique
L'édifice est inscrit au titre des monuments historiques en 1988.